# Manyč-Gudilo
Manyč-Gudilo (rusky Маныч-Гудило) nebo Velký Manyč (rusky Большой Маныч), popř. Gudilo (rusky Гудило) je jezero v Kalmycké republice částečně zasahující i do Rostovské oblasti a Stavropolského kraje na jihu evropské části Ruska. Rozloha jezera je proměnlivá (střední hodnota je 344 km²). Průměrná hloubka je pouze 0,6 m. Leží v centrální části Kumo-Manyčské propadliny na hranici Evropy a Asie v nadmořské výšce 10 m.

## Pobřeží
Má protáhlý tvar z jihovýchodu na severozápad. Břehy jsou bažinaté a zarůstající.

## Vodní režim
Přísun vody je převážně sněhový. Vyšší úroveň hladiny je na jaře (březen až květen), nižší na podzim (říjen až prosinec). Jezero je slané, jenom na jaře se mírně oslazuje. Zamrzá průměrně na 2 a půl měsíce, ne však každý rok. Do jezera přitéká řeka Manyč a odtéká Západní Manyč, který ústí do Donu.

## Okolní jezera
Jihovýchodně leží v nadmořské výšce 11 m jezero Malý Manyč o rozloze 78,8 km² a hořkoslané jezero Manyč o rozloze 10,7 km².